# عيون ساحرة
فيلم عيون ساحرة المصنف كأول فيلم خيال علمي مصري تم انتاجه عام 1934.
وهو الفيلم 28 في تاريخ السينما المصرية، والأول من نوعة في الخيال العلمي، وعلي الرغم من بساطة فكرة الفيلم بالمعايير المعاصرة لكنه كان طفرة حينها في فن الكتابة، كما كان طفرة ايضاً لعمل اجهزة الرقابة كون أن الفيلم يناقش فكرة الروح والموت، فقد تعرض الفيلم للعديد من العقبات والاعتراضات قبيل عرضه من الأجهزة الإدارية ومن الأزهر وشيخه حين ذاك الشيخ محمد الاحمدي الظواهري مما أثار جدلا ً كبیراً بسبب بعض المشاهد والأفكار التي رأها البعض شططاً فنياً وفكرياً، حيث أشارت آسيا إلي أن هناك علماً يسمي علم التنويم المغناطيسي وفكرة فيلمها تناقش هذا ولم تقتنع لا الرقابة ولا الأزهر ليظل الصراع قائماً، مما أدي إلي تدخل رئيس الوزراء المصري آنذاك عبدالفتاح باشا يحيي ليصرح بعرض الفيلم، بحجة أن صناع الفيلم برروا موقفهم بأن البطلة كانت تحلم في النهاية، ولم يرى فيه الناس أي تعد علي الدين، بل لم يجدوا أي علاقة له بالدين وحقق الفيلم مبيعات هائلة.

## قصة الفيلم
تحب المغنية (دليلة) (سامى) وهو يبادلها نفس المشاعر أيضاً، لكن هذا الشاب بعد فترة يسأم علاقته بها ويقرر الانفصال عنها لأن مركز (سامي) لم يكن ليسمح له بالإتصال الدائم بهذة المغنية فيصارحها برغبتة في الابتعاد عنها، في حين تزداد هي حباً له فتثور ثورة عارمة وتصر على دوام علاقتها بة، ولكنة لا يابة لأقوالها، يغادر (سامى) الملهى الذي يعمل به مندفعًا فتقفز معه (دليلة) داخل السيارة لينطلق سامى بسرعة شديدة، فيقع لهما حادث أليم تنجو منه (دليلة) بينما يموت (سامى) ويلقى حتفة، يكاد عقل (دليلة) أن يختل ولا تصدق أنها ستفقد سامى إلى الأبد وتحطم الصدمة قلبها، ويحدث أن تذهب (دليلة)إلى قبر (سامى) في ظلمة الليل وتشرع في ممارسة طقوس السّحر وتحضير الأرواح لإحياء جثة سامى، تنجح في استحضار روحه الهائمة الحائرة، وتراة يتحرك في كفنة ويطلب منها ان تحقنة بدم فتاة عذراء لكي تستقر الروح في جسد الجثة، ترسل دليلة عيونها الساحرة تجوب أنحاء القاهرة حتى تقع على فتاة فقيرة بائعة يانصيب تدعى (حياة) حيث تقودها وهي شبه منومة مغناطيسياً إلى قبر (سامى) تقوم (دليلة) بتوثيق (حياة) وتنقل دمها إلى جثة (سامى) فيحيا من جديد ولكن بروح غير روحة وأنتقل من عالم الأموات إلى الحياة، وتدرك (دليلة) ان كل عاطفة تشعر بها الفتاة يشعر بها سامى ويلتقى (سامى) والفتاة الفقيرة فيرتاح اليها ويضيق ذراعا (بدليلة) ويسعى للهرب مع الفتاة الفقيرة ويكون هذا الحب هو السبب في إبطال السّحر، فتفقد (دليلة) الرجل الذي تحب للمرة الثانية ثم تفيق من ذهولها حين توقظها الخادمة فتدرك ان كل ما رأته حلم.

## فريق العمل[2]
إخراج: أحمد جلال
قصة وسيناريو وحوار: أحمد جلال
تصوير: حسن مراد وتوليو كاريني
تسجيل الصوت: لاديسلاس سابو
إنتاج: لوتس فيلم (آسيا داغر)
توزيع: بهنا فيلم
الأغاني: أحمد صالح

## بطولة
- آسيا داغر (دليلة)
- أحمد جلال (سامي)
- عبد السلام النابلسي
- ماري كويني (حياة)
- يوسف صالح